# 실라스 카톰파 음붐파
실라스 카톰파 음붐파(프랑스어: Silas Katompa Mvumpa, 1998년 10월 6일 ~ )는 콩고 민주 공화국의 축구 선수로 흔히 실라스(Silas)라는 이름으로 불리고 있으며, 과거 실라스 와망기투카 푼두(Silas Wamangituka Fundu)라는 이름으로 불렸다. 그는 현재 세르비아 수페르리가의 츠르베나 즈베즈다에서 공격수로 활약하고 있다.

## 신원
2021년 6월 8일, VfB 슈투트가르트는 실라스의 본명이 "실라스 카톰파 음붐파"이며, 이전에 쓰이던 이름인 "실라스 와망기투카 푼두"는 본명이 아니라고 밝혔다. 슈투트가르트는 실라스의 에이전트가 선수의 에이전트 의존도를 높이기 위해 음붐파의 신원을 조작하였다고 밝혔다. 또한, 실라스의 실제 출생 연도는 1998년으로 이전보다 한 살 더 많은 나이였던 것으로 밝혀졌다. 그는 새로운 에이전트와 클럽이 이전 에이전트에게 당했던 세부 사항들을 밝힐 수 있는 자신감을 얻는 데 도움이 되었다고 말했다. 신원 조작은 굉장히 큰 제재 사유이지만, 실라스는 엄연한 신원 조작 사건의 일방적인 피해자였기에 슈투트가르트는 이 사건으로 구단과 선수에게 어떠한 제재도 받지 않을 것이라고 예상하였다. 그러나 6월 11일, 실라스는 독일 축구 연맹으로부터 €30,000 (한화 약 4,000만원)의 벌금과 3개월 출전 정지 처분을 받았다.